# Golfballphänomen
Das Golfballphänomen (engl. auch white spots) beschreibt einzeln oder gruppiert auftretende punktförmige Verdichtungen in der rechten, häufiger aber in der linken großen Herzkammer (Herzventrikel) oder in beiden Herzkammern eines Ungeborenen, die oft im Feinultraschall als echoreiche Areale, als sogenannter echogener intrakardialer Focus (Einzahl) bzw. als echogene intrakardiale Foci (Mehrzahl) auffallen. Weil white spots als runde, weiße Punkte sichtbar sind, hat man sie Golfbälle genannt.
Echoreich bzw. echogen bedeutet, dass ein Organ, ein Gewebe oder eine Struktur auf einem Ultraschallbild hell erscheint, intrakardial bedeutet, dass es sich um eine Besonderheit innerhalb des Herzens handelt, und Focus bezeichnet eine Zentrierung im Sinne eines deutlichen abgrenzbaren Bereiches.
Ob und wenn ja wie deutlich white spots im Ultraschall darstellbar sind, hängt von der Kontrasteinstellung und der Gesamtverstärkung des Untersuchungsgerätes ab. Ihre Echogenität ist mit der der Knochen des Kindes vergleichbar; als Grenzwert kann die Echodichte eines Wirbelkörpers gelten.

## Entstehung
Wie white spots entstehen, ist noch nicht hinreichend bekannt. Manche Wissenschaftler meinen, dass es sich um Stellen handelt, in denen das Herzgewebe, insbesondere die Papillarmuskulatur (Musculi papillares / Muskulatur, die die Segelklappen mit der Kammermuskulatur verbindet und die Herzklappen während des systolischen Herzschlages hält) und die Chordae tendineae (von Endokard überzogene Sehnenfäden zwischen den Papillarmuskeln und den Klappensegeln; daher wird als Synonym für white spots auch der Begriff echogene Chordae tendineae genutzt) noch nicht vollständig entwickelt ist. Andere meinen, dass es sich um kleine Verkalkungen (Mikrokalzifizierungen) oder um Salzablagerungen handelt.

## Häufigkeit und Bedeutung
White spots treten bei etwa 2 bis 4,7 % aller Babys im zweiten Schwangerschaftsdrittel auf und bilden sich meist spontan wieder zurück. Aufgrund dessen finden sie sich prozentual gesehen häufiger vor der 20. Schwangerschaftswoche als in der Zeit danach.
Treten white spots isoliert darstellbar auf, also ohne weitere (körperliche) Besonderheiten, sind sie in den meisten Fällen lediglich harmlose Erscheinungen ohne funktionelle Bedeutung, die sich von selbst wieder zurückbilden und für die körperliche und kognitive Entwicklung und Gesundheit des heranwachsenden Kindes nicht gefährlich oder schädlich sind.
Treten white spots dagegen kombiniert darstellbar auf, also in Verbindung mit bestimmten anderen (körperlichen) Besonderheiten, gelten sie als Hinweis (Softmarker) auf eine Chromosomenbesonderheit, zum Beispiel auf ein Down-Syndrom (Trisomie 21), das Pätau-Syndrom (Trisomie 13) oder eine Trisomie 9 beim Ungeborenen. Die Assoziation für Down-Syndrom scheint insbesondere dann gegeben, wenn white spots im rechten Herzventrikel darstellbar sind und/oder komplexe echogene Foci im Herz vorliegen. Die durch das Vorliegen eines oder mehrerer white spots berechnete Erhöhung der Wahrscheinlichkeit für chromosomale Besonderheiten ist jedoch recht gering, sodass nicht unumstritten ist, ob white spots tatsächlich als Softmarker gelten können, oder nicht: Während einige der bisher durchgeführten Studien eine leichte prozentuale Erhöhung der Wahrscheinlichkeit bestätigen konnten, fanden sich bei anderen Studien keine Hinweise auf eine prozentuale Erhöhung der Wahrscheinlichkeit für chromosomale Besonderheiten beim Ungeborenen durch white spots.

## Vorgehen nach der Befunderhebung
White spots sind keine Herzfehler (kardiale Vitien). Zur Abklärung eventuell bestehender körperlicher Besonderheiten ist nach der Feststellung von white spots eine eingehende Organdiagnostik mit Echokardiographie des kindlichen Herzens zu empfehlen.
Invasive Untersuchungen (wie Chorionzottenbiopsie oder Amniozentese) sollten aufgrund der mit ihnen verbundenen Risiken (unter anderem Fehlgeburt) nicht allein aufgrund von white spots durchgeführt werden. Lassen sich bei Ultraschalluntersuchungen weitere körperliche Besonderheiten finden, die auf eine Chromosomenbesonderheit hindeuten, kann eine invasive Diagnostik zur Karyotypisierung in Erwägung gezogen werden, der eine eingehende Beratung über die Risiken und die möglichen Konsequenzen vorangehen sollte.

## Andere „Golfballphänomene“
Es gibt zwei weitere Besonderheiten, die in der Medizin ebenfalls als Golfball-Phänomen bezeichnet werden:
- Das Anschwellen der Augäpfel.
- Strukturen innerhalb roter Blutkörperchen, die einem Golfball gleichen, bei seltener Bluterkrankung